# Biblioteca El Tintal
La Biblioteca Pública El Tintal Manuel Zapata Olivella está ubicada al occidente de Bogotá, sobre la Avenida Ciudad de Cali. Fue diseñada por el arquitecto Daniel Bermúdez. Antiguamente funcionaba como una planta de tratamiento de basuras Protecho de la empresa EDIS, pero fue abandonada. Su construcción comenzó en 1998 y se terminó en 2002.

## Características
Tiene un área de 6.650 m² y una capacidad para 150.000 volúmenes. Cuenta con una sala de lectura para jóvenes y adultos con una capacidad para 500 personas, la sala se compone de una sala de referencia, hemeroteca, salas para trabajo en grupo, sala de multimedia y sala de computadores. Además hay una sala infantil con capacidad para 200 niños con sala de lectura, talleres, ludoteca y multimedia. Entre sus facilidades también se cuenta un auditorio para 160 personas, tres salones múltiples, una sala de exposiciones temporales y una sala de información sobre Bogotá.

## Acceso
La biblioteca se ubica sobre la Avenida Ciudad de Cali, cerca al sector de Nueva Castilla y el centro comercial Tintal Plaza, en la localidad de Kennedy, al occidente de Bogotá. Además de la Avenida Ciudad de Cali, la Avenida de Las Américas sirve como ruta para llegar a la biblioteca gracias al servicio de TransMilenio y al transporte público corriente.

## Historia
La planta de tratamiento de basuras fue creada en 1989 estimando una vida útil de 5 a 7 años, estuvo en funcionamiento hasta la liquidación de la EDIS (Empresa Distrital de Servicios Públicos) en 1993.  
En 1999 se encomienda a G. Sierra Ingeniería Mecánica realizar el "Diagnóstico del estado actual de la planta de transferencia de basuras", donde se detalla la situación de cada uno de los componentes de la planta, las posibles causas por las cuales no logró un buen funcionamiento y las condiciones mínimas necesarias para buscar algún aprovechamiento de las partes existentes en el lugar. El documento es un antecedente del origen de la Biblioteca Pública El Tintal Manuel Zapata Olivella, que fue construida en el lugar donde funcionaba la planta. 
La biblioteca hace su apertura el 29 de junio de 2001, haciendo paso  "de la basura a la lectura" en palabras de su arquitecto Daniel Bermúdez. En 2006 se denomina la Biblioteca Pública Metropolitana El Tintal, con el nombre de Biblioteca Pública El Tintal "Manuel Zapata Olivella" según Acuerdo 224 de 2006 Concejo de Bogotá D.C.